# Tradición yahvista

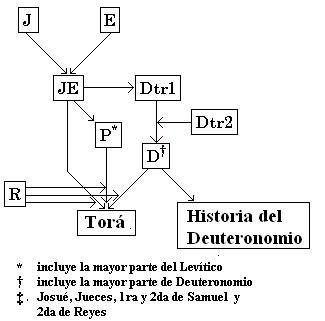
Esquema de la hipótesis documentaria.

La Tradición yahvista, de acuerdo a la hipótesis documentaria, es una de las cuatro fuentes principales a partir de las cuales se escribieron los libros del Tanaj (para los judíos) o Antiguo Testamento (para los cristianos), datada en el siglo X a. C. Sus relatos representan la mitad del Génesis y la primera mitad del Éxodo, además de fragmentos de Números. 
Se denomina yahvista (abreviada J) porque sus autores suelen designar al Dios judío con el nombre Yahvé (es decir, el tetragrámaton «YHWH»); suelen describir a Dios con reacciones y actitudes humanas, como un dios familiar y cercano, y tienen un interés especial en el territorio del Reino de Judá y en personas relacionadas con su historia. Redactada durante el cautiverio en Babilonia (597-539  a. C.), fue más tarde incorporada a la Torá (ca. 400 a. C.)

## Antecedentes
El autor yahvista del Génesis fue identificado por primera vez en 1753, por el médico francés, Jean Astruc (1684-1766) en su obra Conjeturas sur les mémoires originaux dont il paraît que Moïse s'est servi pour le livre compositor de la Genèse ("Conjeturas sobre las memorias originales aparentemente utilizadas por Moisés para componer el libro del Génesis"). El término se convirtió en "Tradición yahvista", o "Tradición jehovista" para los estudiosos alemanes, de acuerdo con la transcripción alemana del nombre de Yahvé.
Julius Wellhausen (1844-1918) incorporó la hipótesis de la fuente llamada Tradición yahvista en su hipótesis documentaria, que se convirtió en el origen de la crítica histórica.

## Naturaleza del texto yahvista
En esta fuente, el nombre del dios judío se escribe siempre con el tetragrama YHWH, que los estudiosos transliteraron en los tiempos antiguos como Yahvé (o como Jahveh, en ortografía alemana: Jahweh), y en épocas modernas, como Jehová, o simplemente como el Señor, que es el caso en la traducción King James. La traducción del tetragrámaton por el Señor se remonta a la primera traducción de la Torá o Pentateuco al griego (III-siglo I a. C.) en la obra conocida como Biblia de los LXX o Septuaginta por la expresión "kyrios" (Señor). Aunque anteriormente el nombre del dios judío, por respeto reverencial, se dejó de utilizar entre los judíos de Israel, siendo sustituido por el apelativo "Adonai", que en hebreo se traduce también por el Señor.
El autor (apodado J) tiene especial fascinación por las tradiciones relativas a Judá, el cuarto hijo de Jacob, incluidas las relativas a su relación con su vecino Edom; también apoya la causa del reino de Judá contra el de Israel sugiriendo, por ejemplo, que Israel ponga su mano en Siquem (su capital) para masacrar a sus habitantes.
Aunque apoya a los sacerdotes descendientes de Aarón que se establecieron en Jerusalén, la capital de Judá, también trata al dios judío como un ser humano, capaz de pensar, y de ser disuadido, que aparece en persona en ciertos acontecimientos. En muchos casos, en J, ese dios se presenta como a punto de emprender alguna terrible venganza sobre la humanidad, pero es disuadido. Por ejemplo, en relación con las actividades en Sodoma y las otras ciudades del valle, J presenta a ese dios como a punto de destruir las ciudades pero, paulatinamente, ese dios es disuadido por Abraham, hasta que consiente salvarlas si tan solo hubiera diez personas dignas dentro de ellas. Del mismo modo, durante el éxodo, J presenta las quejas de los israelitas, y su negativa a obedecer las leyes en sentido estricto, ese dios como líder está a punto de abandonar, destruir a todos ellos, pero se arrepiente del mal que piensa hacer cuando le disuade Moisés (Éxodo 32: 14). 
El documento yahvista es notable por su elegancia y la riqueza de las emociones descritas.